# A7V-U
突撃戦車 A7V-U（ドイツ語: Sturmpanzerwagen A7V-U）は第一次世界大戦時のドイツ帝国の戦車。イギリス軍の菱形戦車（Mk.I戦車）を模倣して作られた。プロトタイプは1918年6月に完成し、1918年9月12日に20輌の発注が行われたが、終戦により完成した生産車体は無かった。

## 概要
ドイツ初の戦車である A7V を完成させたA7V委員会であったが、A7V はその車体の高重心の箱形形状から、安定性が悪く、超壕性能（掘り下げられた壕を超える能力）や超堤性能（盛り上げられた段差を超える能力）が低いものであった。ドイツ軍では性能改善のために、イギリスが戦場に投入した菱形戦車（Mk.I戦車）の情報が求められていたが、1917年11月にカンブレーの戦いで菱形戦車が鹵獲されると、この形状を模倣した車両を作ることになった。当初は完全なコピー生産も考えられたが、コストの問題から既成の A7V の部品を流用して菱形戦車に似せた車両を製作することになり、製作には A7V の 524号車が流用された。
A7V-U の車名末尾のUは、U履帯（umlaufende Kette = 全周履帯）の略で、履帯が一周する菱形の部分に箱形の車体が挟まれている形状は菱形戦車をそのまま模倣している。やはり踏襲された車外左右側面のスポンソン（張り出し砲座）にはそれぞれ A7V と同じ57 mm 砲を搭載しており、さらにlMG08/15重機関銃を4挺装備している。

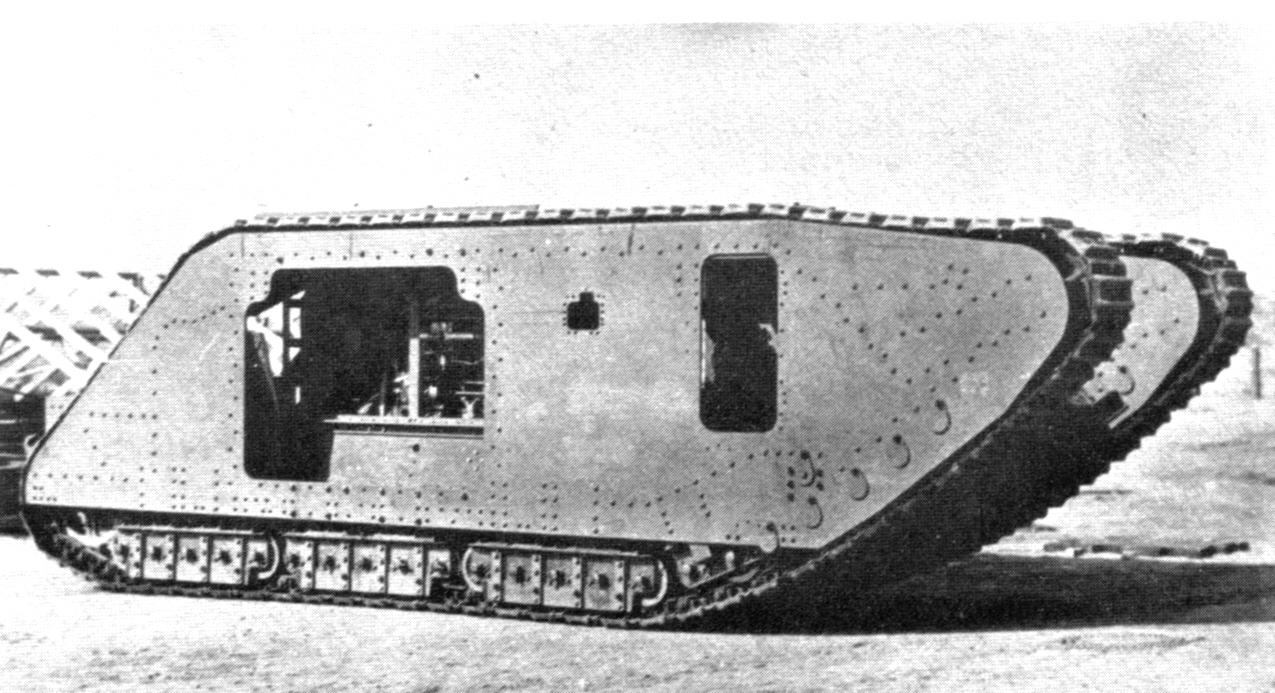
未成状態のプロトタイプの写真。足回りが A7V に用いられたホルト式のものであるのが観察できる。

足回り機構は A7V のサスペンションやキャタピラ、転輪などの部品がそのまま流用されているため、菱形戦車には無かったサスペンションが存在する。車体中央に設置されたエンジンもダイムラー社製のガソリンエンジンを改良したものが流用され A7V と同様に2基搭載されている。
車体中央上部に突き出る形でキューポラを兼ねた操縦席が設けられており、これは A7V に比して死角の問題が改良されている。また、搭載する武装に合わせて乗員は18名から7名に減少している。
悪路での走破性を改善することを目指した A7V-U であったが、A7V から車体重量は増加しており、機動性が大きく改善することはなかった。

## バリエーション
A7V-U2
スポンソンを小型化し、車長用キューポラに機関銃を増設。計画のみ。
A7V-U3
機関銃のみ搭載とした型。計画のみ。